# Doryporella armata
Doryporella armata is een mosdiertjessoort uit de familie van de Doryporellidae. De wetenschappelijke naam van de soort is voor het eerst geldig gepubliceerd in 1993 door Gontar.